# Meister der Meinradlegende
Als Meister der Meinradlegende wird ein namentlich nicht bekannter mittelalterlicher Künstler des 15. Jahrhunderts bezeichnet. Er erstellte Zeichnungen, die als Vorlagen für Holzschnitte dienten.
Der Meister der Meinradlegende erhielt seinen Notnamen nach den von ihm erstellten Vorlagen für die 64 Illustrationen einer 1466 in Basel als Blockbuch gedruckten Ausgabe der Meinradlegende. Es ist die im Mittelalter populäre Geschichte des heiligen Meinrad von Einsiedeln. Diese erste Ausgabe ist nicht erhalten geblieben. Jedoch sind zwei folgende Ausgaben, eine lateinische und eine deutsche aus dem Kloster Einsiedeln und der Münchner Hofbibliothek erhalten.
Der Meister der Meinradlegende war wahrscheinlich in Nürnberg tätig. Diese Annahme beruht darauf, dass seine Illustrationen ähnlich hohe Qualität und gleichen Stil wie die 1493 in Nürnberg erstellten Illustrationen zur Schedel’schen Weltchronik aufweisen.
Dem Meister werden weiter Vorlagen zu den 100 Holzschnitten zum Prosaroman Florio und Bianceffora zugeschrieben. Diese deutsche Übersetzung eines Werkes von Giovanni Boccaccio wurde 1499 in Metz gedruckt. Die Holzschnitte gelten in der Forschung als Beispiel der hohen Kunstfertigkeit und Erfahrung in der Holzschnittkunst des ausgehenden Mittelalters.